# 黄閣駅
黄閣駅（こうかく-えき）は、中華人民共和国広東省広州市南沙区に位置する広州地下鉄4号線の駅。

## 駅構造
- 島式ホーム1面2線の高架駅。出口は1箇所ある。

## 駅周辺
- 黄閣新城商場

## 歴史
- 2006年12月30日 - 開業。
- 2007年6月28日 - 黄閣駅〜金洲駅間開通。途中駅となる。

## 隣の駅
■広州地下鉄4号線
黄閣汽車城駅 - 黄閣駅 - 蕉門駅